# Exyrias
Exyrias is een geslacht van zee-grondels (orde der Perciformes (Baarsachtigen)) met vier beschreven soorten door de hele Indische en Stille Oceaan. Het zijn relatief grote grondels (Gobiidae), voornamelijk te vinden in troebele wateren van estuaria (alhoewel de recent beschreven Exyrias akihito een soort is van helder water en geassocieerd wordt met koraalriffen).

## Lijst van soorten
- Exyrias akihito Allen & Randall, 2005
- Exyrias belissimus Smith, 1959
- Exyrias ferrarisi Murdy, 1985
- Exyrias puntang Bleeker, 1851
- Exyrias volcanus (Herre, 1927)